# プッチパラート
プッチパラート（Puigpelat）は、スペイン・カタルーニャ州タラゴナ県にあるムニシピオ（基礎自治体）。アルト・カム郡の南部に位置している。フランクリー川とガイアー川によって挟まれた平野部の高台に位置する。

## 歴史
プッチパラートの領域内には古代ローマ時代の遺跡がいくつか発見されている。また、中世のかつての市壁にあった、市街地へ入るための門のうちの一つが今も残されている。

## 人口
| プッチパラートの人口推移 1900－2010                     |
|                                                         |
| 出典:INE（スペイン国立統計局）1900年 - 1991年、1996年 - |

## 経済
何世紀にもわたって、この地の主要な経済活動は農業であった。土地は複数の作物が混合して栽培される混合栽培ではなく、一つの作物が栽培される単一栽培方式によって栽培され、その主要な作物にはブドウ、オリーブ、アーモンド、ヘーゼルナッツなどがある。現在の農業活動は減少傾向にある。農作業に従事する人口の高齢化と若年層の農業従事比率の減少は耕作地の放棄と工業化への歩みはこの地の伝統的な景観の保持について否定的な影響を与えることが危惧されている。

## 名所
自治体内で最も重要な歴史的建造物は教会で、13世紀製作の彫刻が保持されていたが、現在タラゴナ司教区美術館に収蔵されている。

## 祭日
自治体の守護聖人はサンタ・マリーアで、8月15日は最も重要な祭日とされている。